# Nube a fungo

Animazione che mostra l'evoluzione di un fungo atomico

Una nube a fungo è un particolare caso di pirocumulo (ossia un cumulo che si origina da un processo convettivo associato a un'intensa fonte di calore) formato da detriti, fumo e solitamente vapore acqueo condensato, causato da una grande esplosione. Si tratta di un fenomeno associato solitamente a una detonazione nucleare (da cui il nome fungo atomico), ma può essere generato da qualsiasi esplosione sufficientemente potente, sia causata da ordigni convenzionali come bombe termobariche, ma anche da fenomeni naturali sufficientemente potenti, come eruzioni vulcaniche o eventi di impatto astronomico. Da un punto di vista fisico, la nuvola si forma perché l'esplosione genera un grande volume di gas a bassa densità, che quindi innesca un'instabilità di Rayleigh-Taylor.

## Teoria del fungo atomico
Dopo molti anni di ricerche e di studi approfonditi, si è ormai appurato che il fenomeno del fungo atomico si verifica a causa dello sprigionamento repentino di gas allo scoppio dell'ordigno contro il terreno, perciò la forza e la velocità dei gas sono tali da creare un'uniforme nuvola di fumo e detriti con pressioni altissime, in grado di far rilasciare i medesimi rapidamente verso l'alto, assumendo la caratteristica forma a fungo provocata dalla pressione sempre maggiore quanto più in alto si trovano i gas (per questo la nube si allarga a mo' di cappello fungino per crearne i connotati visivi principali).